# スーパー8クラシック
スーパー8クラシック（SUPER 8 Classic）は、例年9月、ベルギー、フラームス＝ブラバント州で開催される自転車ロードレースのワンデイレース。UCIプロシリーズ。

## 概要
1982年から1994年まで、レイモン・アンパニを称え、グランプリ・レイモン・アンパニ（Grand Prix Raymond Impanis）として開催されたのが当レースのルーツ。2011年、前年にアンパニが死去したことを受け、ペーター・ファン・ペテヘムとともに称えることになったのが当レースである。当初の名称はグランプリ・アンパニ＝ファン・ペテヘム（Grand Prix Impanis-Van Petegem）。
2011年にUCIヨーロッパツアー1.2カテゴリとしてスタートしたが、2012年に同1.1カテゴリに格上げされた。
2014年にスポンサーであるハーヒト醸造所（Haacht Brewery）が販売するベルギービール「プリムス」の名を冠してプリムス・クラシック アンパニ＝ファンペテヘム（Primus Classic Impanis - Van Petegem）に名称変更。2015年に1.HCカテゴリに格上げ。
2017年、プリムス・クラシック（Primus Classic）に名称変更。
2020年にUCIプロシリーズに格上げ。
2023年、現在の名称に変更。

## 歴代優勝者
| 年   | 優勝者                                                     |                                                            |
| ---- | ---------------------------------------------------------- | ---------------------------------------------------------- |
| 1982 | ウィレム・ペーテルス                                       |                                                            |
| 1983 | リュド・ペーテルス                                         |                                                            |
| 1984 | アト・ワイナンドス                                         |                                                            |
| 1985 | イェル・ナイダム                                           |                                                            |
| 1986 | アラン・パイパー                                           |                                                            |
| 1987 | ポール・ハヘドーレン                                       |                                                            |
| 1988 | ステフェン・ホッジ                                         |                                                            |
| 1989 | エリック・ファンデラールデン                               |                                                            |
| 1990 | ウィブレン・フェーンストラ                                 |                                                            |
| 1991 | ウィブレン・フェーンストラ                                 |                                                            |
| 1992 | ルイ・デ・コニング                                         |                                                            |
| 1993 | フィル・アンダーソン                                       |                                                            |
| 1994 | カルロ・ボマンス                                           |                                                            |
| 2011 | サンデル・コルデール                                       |                                                            |
| 2012 | アンドレ・グライペル                                       |                                                            |
| 2013 | セプ・ファンマルク                                         |                                                            |
| 2014 | フレフ・ファン・アヴェルマート                             |                                                            |
| 2015 | ショーン・デビエ                                           |                                                            |
| 2016 | フェルナンド・ガビリア                                     |                                                            |
| 2017 | マッテオ・トレンティン                                     |                                                            |
| 2018 | タコ・ファンデルホールン                                   |                                                            |
| 2019 | エドワード・トゥーンス                                     |                                                            |
| 2020 | 新型コロナウイルス感染症の世界的流行 (2019年-)により未開催 | 新型コロナウイルス感染症の世界的流行 (2019年-)により未開催 |
| 2021 | フロリアン・セネシャル                                     |                                                            |
| 2022 | ヨルディ・メーウス                                         |                                                            |
| 2023 | マチュー・ファン・デル・プール                             |                                                            |
| 2024 | フィリッポ・バロンチーニ                                   |                                                            |